# Borís Pugo
Borís Kárlovich Pugo (en ruso: Бори́с Ка́рлович Пу́го; Kalinin, 19 de febrero de 1937 – Moscú, 22 de agosto de 1991) fue un político soviético de etnia letona.

## Biografía

### Primeros años
Pugo nació en Kalinin (ahora Tver), siendo hijo de comunistas letones que se habían exiliado en Rusia tras la derrota bolchevique en la guerra de Independencia de Letonia (1918-1920). Su padre, Karl Pugo, había luchado en la Revolución de Octubre y posterior guerra civil rusa, en las filas de los Fusileros Letones Rojos. Su familia regresó a Letonia después de que el país fuera anexionado a la Unión Soviética en 1940. Se graduó en el Instituto Politécnico de Riga en 1960.

### Carrera política
A partir de la década de 1960, Pugo ocupó diversos cargos de importancia en la República Socialista Soviética de Letonia, entre ellos la secretaría general del Comité Central del Komsomol y la jefatura del KGB. También fue Secretario general del Partido Comunista de la RSS de Letonia desde 1984 hasta 1988, y miembro candidato del Politburó del Comité Central del PCUS (1989), en 1990 fue nombrado Ministro de Asuntos Internos de la URSS. En febrero de 1990 fue nombrado coronel general, y desde marzo de 1991, fue miembro del Consejo de Seguridad de la Unión Soviética.

### Golpe de agosto
Como comunista de la llamada línea dura, fue uno de los ocho miembros del Comité Estatal para el Estado de Emergencia que en agosto de 1991 protagonizaron un intento de golpe de Estado contra Mijaíl Gorbachov, quien se encontraba descansando en Crimea, y desde su cargo combatió toda iniciativa de contragolpe. Tras el fracaso de la intentona, escribió una nota a sus hijos y nietos, en la que calificaba el complot como «un error», y posteriormente se suicidó junto a su esposa Valentina para evitar su detención. Sin embargo, otras fuentes sospechan que pudo haber sido asesinado.